# Колокация
Колокация, колокейшн (от англ. co-location, сокращенно colo) — услуга, состоящая в том, что провайдер размещает оборудование клиента на своей территории (обычно в дата-центре), подключает его к электричеству, обеспечивает обслуживание и подключение к каналам связи с высокой пропускной способностью. Иногда указанное оборудование не принадлежит клиенту, а арендуется им у того же провайдера, в этом случае услуга называется «аренда выделенного сервера».
Такое размещение позволяет сэкономить на организации канала связи от провайдера до клиента — последней мили. Чаще всего на колокацию ставят серверы, предназначенные для поддержания веб-сайтов и других сетевых служб с большим объёмом трафика, а также оборудование, к которому требуется надёжный доступ из многих точек, например, VPN-концентраторы, шлюзы IP-телефонии. Колокация позволяет полностью зашифровать сервер от неправомерного доступа. 
Обычно в состав данной услуги, помимо собственно размещения оборудования и подключения к каналу связи, также входят:
- организация удаленного доступа к оборудованию (KVM, удаленный доступ);
- резервированное электропитание;
- обеспечение климатического режима;
- физическая охрана;
- простейшие услуги по обслуживанию оборудования (перезагрузка, установка дисков и т. п.);
- мониторинг.

Другие сопутствующие услуги (например, резервное копирование данных, защита информации) обычно оказываются оператором за отдельную плату.
Некоторые склонны классифицировать колокацию как подвид хостинга, другие же полагают её самостоятельной услугой.
С юридической точки зрения, на настоящий момент (июнь 2012 года) нет однозначного мнения, относится ли услуга колокации к услугам связи или нет. Ряд юристов и государственных органов относит колокацию к услугам передачи данных. Деятельность по оказанию услуг по передаче данных в России подлежит лицензированию, поэтому в настоящее время большинство провайдеров, оказывающих услуги колокации, получает лицензии на услуги по передаче данных. Такие лицензии выдаёт Федеральная служба по надзору в сфере связи, информационных технологий и массовых коммуникаций (Роскомнадзор).

## Колокация в сфере финансов
Многие фондовые биржи мира предоставляют услуги colocation клиентам, желающим разместить свое оборудование в том же дата-центре, где расположено оборудование биржи, на которой работает её торговая система.
Такая услуга может быть востребована теми, кто желает без посредников напрямую получать рыночные данные с серверов биржи и/или отправлять свои заявки в торговую систему биржи.
Колокейшн подвергается критике за то, что эта услуга якобы дает несправедливое преимущество одним клиентам биржи над другими, которые отправляют свои заявки через обычные соединения. Однако по закону услуга колокейшн предоставляется биржами всем желающим без ограничений при соблюдении определённых требований к оборудованию и ежемесячной оплате за услуги. Цены на услуги публикуются открыто на сайтах бирж.
Биржи размещают оборудование клиентов в отдельной стойке/стойках, а также строго следят за тем, чтобы сетевое соединение от всех серверов клиентов до коммутаторов биржи было строго определённой и одинаковой длины вне зависимости от физического расстояния от места, где расположен сервер клиента в стойке, до коммутаторов биржи.
Альтернативным и более дешёвым вариантом, чем колокейшн, является proximity hosting — размещение в дата-центре коммуникационной компании, которая напрямую связана с дата-центром биржи по высокоскоростной линии связи.